# Cronologia da Guerra do Golfo
Esta é uma cronologia da Guerra do Golfo.

## 1990
- 28 a 30 de maio: Saddam Hussein declara a superprodução de petróleo por Kuwait e Emirados Árabes Unidos que é “guerra econômica” contra Iraque.
- 15 a 17 de julho: Iraque acusa o Kuwait de excesso de produção e o roubo de petróleo do Campo Petrolífero de Rumaylah na fronteira Iraque-Kuwait.
- 25 de julho: A Embaixadora dos Estados Unidos para o Iraque, April Glaspie, disse que a disputa entre o Iraque e Kuwait é uma matéria árabe, que não afeta os Estados Unidos.
- 2 de agosto: Iraque invade o Kuwait (Invasão do Kuwait) - só de soldados da Guarda Republicana iraquiana são mais de 20 mil homens.
- 2 de agosto: Nações Unidas condenam a invasão iraquiana.
- 7 de agosto: A ONU impõe sanções econômicas e estratégicas contra o Iraque. O secretário de Defesa Dick Cheny visita a Arábia Saudita.
- 8 de agosto: Saddam Hussein proclama a anexação do Kuwait.
- 9 de agosto: Forças militares americanas chegam a Saudita Arábia. A ONU declara a anexação do Iraque inválida.
- 12 de agosto: Os Estados Unidos anunciam um programa de interdição das exportações iraquianas.
- 22 de agosto: O presidente americano George H. W. Bush autoriza a chamada dos reservistas.
- 25 de agosto: A interdição militar é autorizada pelas Nações Unidas.
- 28 de agosto: Iraque declara Kuwait como sua 19ª província e renome Cidade do Kuwait como Al-Kadhima.
- 14 de setembro: As forças iraquianas destroem missões diplomáticas na Cidade do Kuwait.
- 8 de novembro: Bush ordena desenvolvimentos adicionais para obter “a Opção Ofensiva” para as forças dos Estados Unidos.
- 20 de novembro: 45 democratas vão a Washington para se encontrar com o presidente Bush tendo em vista a aprovação do Congresso para as operações militares.
- 22 de novembro: O presidente americano George H. W. Bush visita as suas tropas no Dia de Ação de Graças.
- 29 de novembro: O Conselho de Segurança autoriza o uso da força se o Iraque não retirar do Kuwait e estabelece às 00:00 horas do dia 15 de janeiro como data limite.
- 30 de novembro: O presidente americano George H. W. Bush convida Tariq Aziz a visitar Washington, DC e oferece-se para enviar o Secretário de Estado James Baker em Bagdá.

## 1991
- 16 de janeiro: As forças coligadas de 28 países, liderados pelos Estados Unidos, invadem o Kuwait e o sul do Iraque.
- 17 de janeiro: O presidente do Iraque, Saddam Hussein, anuncia "a mãe de todas as batalhas" e horas depois manda seu exército lançar o primeiro míssil contra a Arábia Saudita; Bagdá continua sendo periodicamente bombardeada; começam a aparecer os primeiros vídeos exibindo o que Colin Powell, comandamente da ação, chamará de "bombardeios cirúrgicos".
- 19 de janeiro: O Iraque lança três mísseis Scud contra Israel, em Tel Aviv; os EUA anunciam o uso de antimísseis Patriot para defender Israel; George Bush (o pai) pede que Israel não entre em guerra; os EUA fazem os primeiros prisioneiros.
- 20 de janeiro: Mesmo bombardeado constantemente, o Iraque revida e lança mísseis sobre a Arábia Saudita. Até o momento não há nenhuma informação sobre mortos e feridos. O exército de Saddam Hussein mostra um prisioneiro de guerra. É um piloto norte-americano.
- 21 de janeiro: Saem os primeiros "balanços" da guerra. O Iraque foi bombardeado mais de 8.000 vezes desde o começo da operação Tempestade do Deserto.
- 25-27 de fevereiro: Ataques na Rodovia da Morte
- 26 de fevereiro: O Exército iraquiano é derrotado na Batalha de 73 Easting.
- 28 de fevereiro: Cessar-fogo da guerra.
- 12 de março: Equipe técnica da ONU chega ao Iraque para aumentar a capacidade de exportação de petróleo do país.
- 9 de abril: Relatório da ONU afirma que o Iraque ainda não forneceu todas as informações possiveís sobre suas armas biológicas.
- 24 de junho: Conselho de Segurança da ONU aprova a manutenção das sanções.
- 30 de junho: Caça F-16 norte-americano dispara míssil sobre uma estação de radares no sul do Iraque.
- 21 de julho: Iraque acusa EUA de arranjar desculpas para prolongar sanções.
- 31 de julho: Iraque acusa um inspetor dos EUA de espionagem.
- 31 de outubro: Iraque suspende a cooperação com os inspetores de armas da Unscom.
- 8 de novembro: Annan pede ao Iraque que volte a cooperar com a ONU.
- 11 de novembro: O inspetor de armas Richard Butler ordena que a equipe de inspeção deixe o Iraque. Mais de 100 funcionários vão para o vizinho Bahrein.